# Tobolice (województwo łódzkie)
Tobolice – wieś w Polsce położona w województwie łódzkim, w powiecie poddębickim, w gminie Dalików.
W latach 1975–1998 miejscowość położona była w województwie sieradzkim.
W Tobolicach zachował się dwór (Dworek Kurczewskich). Aktualnie jest opuszczony i zrujnowany.